# Leichtathletik-Länderkampf der Männer 1957 Schweden – BR Deutschland
| 8. Leichtathletik-Länderkampf mit bundesdeutscher Beteiligung 1957 | 8. Leichtathletik-Länderkampf mit bundesdeutscher Beteiligung 1957 |                     |
| ------------------------------------------------------------------ | ------------------------------------------------------------------ | ------------------- |
|                                                                    |                                                                    |                     |
| Ländervergleich der Männer: Schweden – BR Deutschland              |                                                                    |                     |
| Austragungsort                                                     | Stockholm                                                          |                     |
| Wettbewerbe                                                        | 20                                                                 |                     |
| Datum                                                              | 31. August / 1. September 1957                                     |                     |
| 1. FRG 2. SWE                                                      | 117 Punkte 095 Punkte                                              |                     |
| Chronik                                                            |                                                                    |                     |
| ← FIN-FRG (M)                                                      | FRG-SUI Geher (M) →                                                | FRG-SUI Geher (M) → |

Den achten Vergleich des Länderkampfjahres 1957 bestritten die Männer drei Tage nach dem Länderkampf gegen Finnland in Helsinki, mit der die Länderspielreise nach Nordeuropa begonnen wurde. Am 31. August / 1. September traten die bundesdeutschen Leichtathleten in Stockholm gegen Schweden an. Es war das neunte Aufeinandertreffen der beiden Länder, mit dem die Länderspielreise auch schon wieder beendet wurde. Zuvor war die Bilanz zwischen Deutschland und Schweden ausgeglichen.

## Wettbewerbe und Modus
Auch in diesem Vergleich wurden wieder zwanzig Disziplinen an zwei Tagen ausgetragen. Aus dem olympischen Wettbewerbskatalog fehlten nur der Marathonlauf, die beiden Gehdisziplinen und der Zehnkampf. Gewertet wurde in den Einzeldisziplinen nach dem Standardsystem, in den Staffeln hier mit fünf zu zwei Punkten.

## Ergebnis
Wie in den vorangegangenen Vergleichen dominierten die bundesdeutschen Sportler den Laufbereich deutlich. Einschließlich der beiden Staffeln entschieden sie zehn Wettbewerbe für sich, davon fünf mit Doppelerfolgen. Für die Schweden blieben zwei Disziplinsiege im Bereich Lauf, einer davon als Doppelerfolg. In den technischen Disziplinen konnte Schweden mit fünf Siegen gegenüber drei für die Bundesrepublik Deutschland den Rückstand nicht wettmachen. So kam die Bundesrepublik mit 117 zu 95 Punkten zu seinem fünften Sieg gegen Schweden und gestaltete die Bilanz gegen diesen Gegner mit fünf zu vier zum ersten Mal positiv.

## Resultate

### 100 m
| Platz | Athlet         | Land | Zeit (s) |
| ----- | -------------- | ---- | -------- |
| 1     | Manfred Germar | FRG  | 10,5     |
| 2     | Armin Hary     | FRG  | 10,8     |
| 3     | Björn Malmroos | SWE  | 10,9     |
| 4     | Inge Lorentzon | SWE  | 11,1     |

Datum: 31. August

### 200 m
| Platz | Athlet              | Land | Zeit (s) |
| ----- | ------------------- | ---- | -------- |
| 1     | Karl-Friedrich Haas | FRG  | 21,5     |
| 2     | Carl Kaufmann       | FRG  | 21,6     |
| 3     | Björn Malmroos      | SWE  | 21,9     |
| 4     | Ulf Brandqvist      | SWE  | 22,4     |

Datum: 1. September

### 400 m
| Platz | Athlet            | Land | Zeit (s) |
| ----- | ----------------- | ---- | -------- |
| 1     | Jürgen Kühl       | FRG  | 47,8     |
| 2     | Alf Petersson     | SWE  | 48,3     |
| 3     | Manfred Poerschke | FRG  | 48,6     |
| 4     | Gösta Brännström  | SWE  | 49,0     |

Datum: 31. August

### 800 m
| Platz | Athlet               | Land | Zeit (min) |
| ----- | -------------------- | ---- | ---------- |
| 1     | Friedel Stracke      | FRG  | 1:53,2     |
| 2     | Paul Schmidt         | FRG  | 1:53,2     |
| 3     | Dan Waern            | SWE  | 1:53,3     |
| 4     | Stig-Björn Andersson | SWE  | 1:54,0     |

Datum: 31. August

### 1500 m
| Platz | Athlet          | Land | Zeit (min) |
| ----- | --------------- | ---- | ---------- |
| 1     | Dan Waern       | SWE  | 3:44,2     |
| 2     | Olaf Lawrenz    | FRG  | 3:46,9     |
| 3     | Ingvar Ericsson | SWE  | 3:47,6     |
| 4     | Harald Mengler  | FRG  | 3:47,7     |

Datum: 1. September

### 5000 m
| Platz | Athlet        | Land | Zeit (min) |
| ----- | ------------- | ---- | ---------- |
| 1     | Heinz Laufer  | FRG  | 14:37,8    |
| 2     | Karl Lundh    | SWE  | 14:38,6    |
| 3     | Ludwig Müller | FRG  | 14:44,4    |
| 4     | Karl Lund     | SWE  | 14:46,6    |

Datum: 31. August

### 10.000 m
| Platz | Athlet         | Land | Zeit (min) |
| ----- | -------------- | ---- | ---------- |
| 1     | Herbert Schade | FRG  | 30:04,2    |
| 2     | Walter Konrad  | FRG  | 30:04,6    |
| 3     | Sten Olsson    | SWE  | 30:28,8    |
| 4     | Stig Jonsson   | SWE  | 30:48,2    |

Datum: 1. September

### 110 m Hürden
| Platz | Athlet              | Land | Zeit (s) |
| ----- | ------------------- | ---- | -------- |
| 1     | Martin Lauer        | FRG  | 14,6     |
| 2     | Bert Steines        | FRG  | 14,9     |
| 3     | Carl-Erik Jöhnemark | SWE  | 15,1     |
| 4     | Ove Andersson       | SWE  | 15,2     |

Datum: 31. August

### 400 m Hürden
| Platz | Athlet            | Land | Zeit (s) |
| ----- | ----------------- | ---- | -------- |
| 1     | Helmut Janz       | FRG  | 52,6     |
| 2     | Per-Owe Trollsås  | SWE  | 52,6     |
| 3     | Wolfgang Fischer  | FRG  | 53,0     |
| 4     | Per-Olof Schwartz | SWE  | 54,0     |

Datum: 1. September

### 3000 m Hindernis
| Platz | Athlet         | Land | Zeit (min) |
| ----- | -------------- | ---- | ---------- |
| 1     | Gunar Tjörnebo | SWE  | 8:55,6     |
| 2     | Lars Helander  | SWE  | 8:58,6     |
| 3     | Hans Hüneke    | FRG  | 9:00,0     |
| 4     | Heiner Keller  | FRG  | 9:06,8     |

Datum: 1. September

### 4 × 100 m Staffel
| Platz | Besetzung      | Land                                                              | Zeit (s) |
| ----- | -------------- | ----------------------------------------------------------------- | -------- |
| 1     | BR Deutschland | Lothar Knörzer Carl Kaufmann Leonhard Pohl Manfred Germar         | 40,9     |
| 2     | Schweden       | Inge Lorentzon Björn Malmroos Sven-Olof Westlund Sven-Åke Löfgren | 41,0     |

Datum: 31. August

### 4 × 400 m Staffel
| Platz | Besetzung      | Land                                                             | Zeit (min) |
| ----- | -------------- | ---------------------------------------------------------------- | ---------- |
| 1     | BR Deutschland | Jürgen Kühl Walter Oberste Manfred Poerschke Karl-Friedrich Haas | 3:09,6     |
| 2     | Schweden       | Gösta Brännström Sven-Olof Westlund Hans Lindgren Alf Petersson  | 3:10,7     |

Datum: 1. September

### Hochsprung
| Platz | Athlet          | Land | Höhe (m) |
| ----- | --------------- | ---- | -------- |
| 1     | Richard Dahl    | SWE  | 2,01     |
| 2     | Stig Pettersson | SWE  | 2,01     |
| 3     | Werner Bähr     | FRG  | 1,80     |
| 4     | Theo Püll       | FRG  | 1,80     |

Datum: 31. August

### Stabhochsprung
| Platz | Athlet          | Land | Höhe (m) |
| ----- | --------------- | ---- | -------- |
| 1     | Lennart Lind    | SWE  | 4,20     |
| 2     | Ragnar Lundberg | SWE  | 4,20     |
| 3     | Willi Reißmann  | FRG  | 4,10     |
| 4     | Horst Drumm     | FRG  | 4,10     |

Datum: 1. September

### Weitsprung
| Platz | Athlet             | Land | Weite (m) |
| ----- | ------------------ | ---- | --------- |
| 1     | Reinhold Döll      | FRG  | 7,06      |
| 2     | Manfred Molzberger | FRG  | 7,01      |
| 3     | Bengt Johansson    | SWE  | 6,92      |
| 4     | Enar Bergman       | SWE  | 6,82      |

Datum: 31. August

### Dreisprung
| Platz | Athlet          | Land | Weite (m) |
| ----- | --------------- | ---- | --------- |
| 1     | Sten Erickson   | SWE  | 15,00     |
| 2     | Roger Norman    | SWE  | 14,79     |
| 3     | Hermann Strauß  | FRG  | 14,74     |
| 4     | Erich Bremicker | FRG  | 14,06     |

Datum: 1. September

### Kugelstoßen
| Platz | Athlet          | Land | Weite (m) |
| ----- | --------------- | ---- | --------- |
| 1     | Hermann Lingnau | FRG  | 16,73     |
| 2     | Erik Uddebom    | SWE  | 16,37     |
| 3     | Dietrich Urbach | FRG  | 15,77     |
| 4     | Joel Eklung     | SWE  | 15,10     |

Datum: 31. August

### Diskuswurf
| Platz | Athlet           | Land | Weite (m) |
| ----- | ---------------- | ---- | --------- |
| 1     | Lars Arvidson    | SWE  | 52,86     |
| 2     | Östen Edlund     | SWE  | 50,56     |
| 3     | Otto Koppenhöfer | FRG  | 49,72     |
| 4     | Martin Bührle    | FRG  | 46,17     |

Datum: 31. August

### Hammerwurf
| Platz | Athlet         | Land | Weite (m) |
| ----- | -------------- | ---- | --------- |
| 1     | Birger Asplund | SWE  | 59,86     |
| 2     | Hugo Ziermann  | FRG  | 59,37     |
| 3     | Karl Storch    | FRG  | 56,16     |
| 4     | Knut Norén     | SWE  | 56,15     |

Datum: 1. September

### Speerwurf
| Platz | Athlet             | Land | Weite (m) |
| ----- | ------------------ | ---- | --------- |
| 1     | Heinrich Will      | FRG  | 74,78     |
| 2     | Gullbrand Sjöström | SWE  | 74,64     |
| 3     | Gerhard Keller     | FRG  | 70,92     |
| 4     | Per-Arne Berglund  | SWE  | 65,68     |

Datum: 1. September